# 圣让德韦日
圣让德韦日（法語：Saint-Jean-de-Verges，法語發音：[sɛ̃ ʒɑ̃ də vɛʁʒ]）是法国阿列日省的一个市镇，位于该省中部偏北，普朗托雷勒山脉内，属于富瓦区。

## 地理
圣让德韦日（43°0'49"N, 1°36'39"E）面积12.73 平方千米，位于法国奧克西塔尼大區阿列日省，该省份为法国西南部内陆省份，西部和北部与上加龙省接壤，东临奥德省，东南至东比利牛斯省接壤，南与安道尔和西班牙接壤。
与圣让德韦日接壤的市镇（或旧市镇、城区）包括：阿拉博、克朗帕尼亚、富瓦、居达斯、莱尔姆、瓦里耶、达卢。
圣让德韦日的时区为UTC+01:00、UTC+02:00（夏令时）。

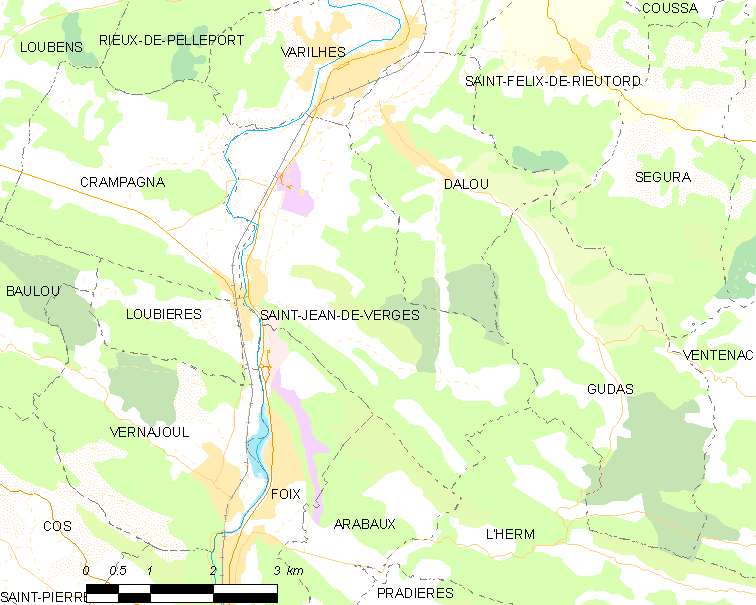
圣让德韦日的OSM定位图

## 行政
圣让德韦日的邮政编码为09000，INSEE市镇编码为09264。

## 政治
圣让德韦日所属的省级选区为阿列日河谷县。

## 人口

1962-2008年间圣让德韦日人口变化图示

圣让德韦日于2022年1月1日时的人口数量为1288人。